# نقطة إبراز
علامة الإبراز تستخدم في اللغة الصينية واليابانية والكورية للدلالة على الإبراز.